# Fanon (cétacés)
Pour les articles homonymes, voir Fanon.

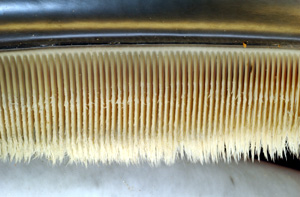
Fanons d'une baleine

Les fanons sont des lames cornées qui garnissent la mâchoire supérieure de certains cétacés, les mysticètes.

## Description

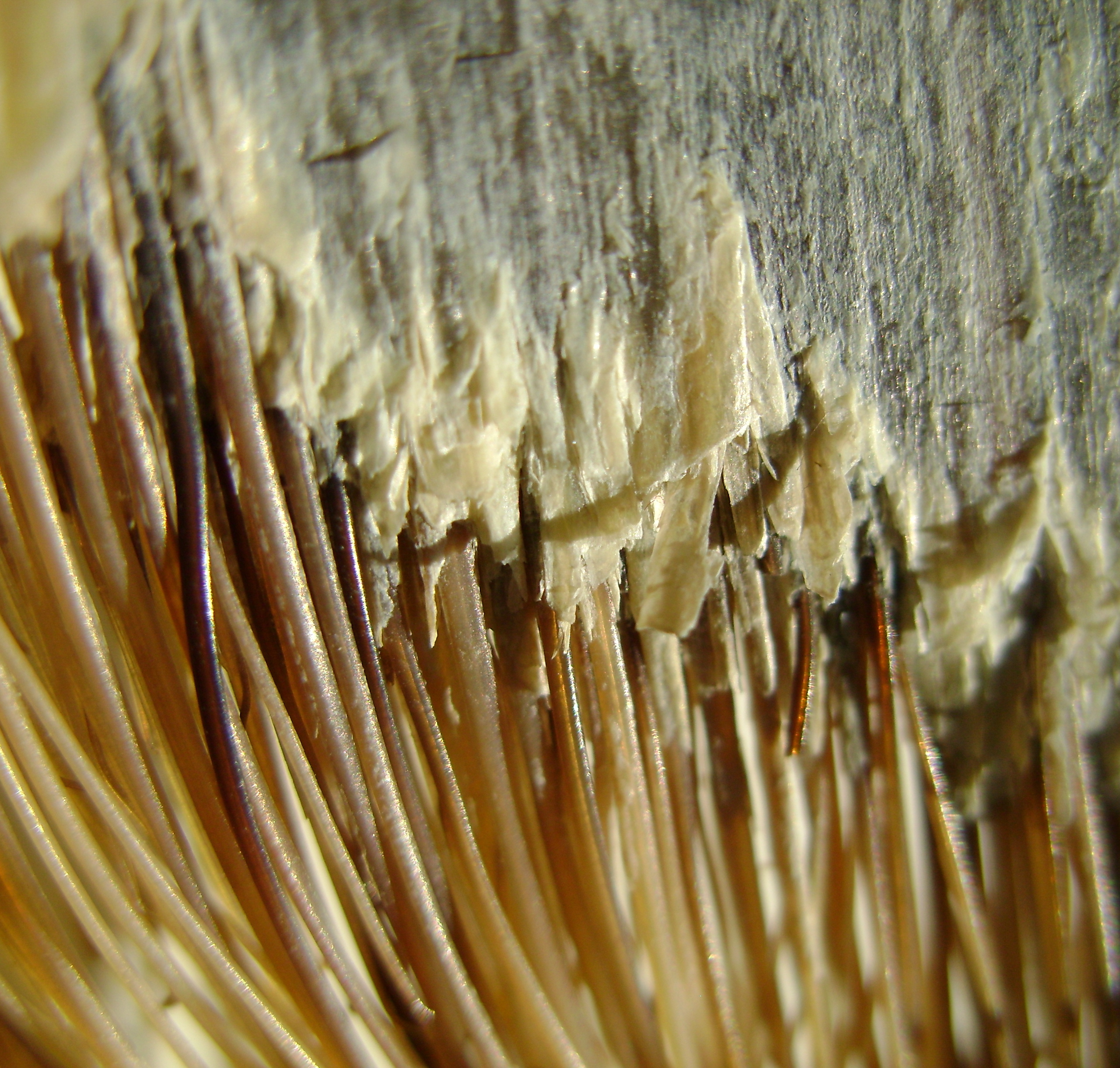
Poils émergeant des feuillets cornés sur un fanon de rorqual commun.

Un fanon est composé de deux plaques rigides entre lesquelles on trouve des poils. Les poils sont visibles sur la partie interne du fanon, c’est-à-dire la partie vers l'intérieur de la bouche. Le frottement régulier de la langue sur les fanons fait en sorte que les plaques rigides s'usent, laissant ainsi dépasser les poils, qui eux s'usent plus lentement. Toutes les parties ont une origine épidermique et sont constituées de kératine. Ces structures poussent continuellement, à la manière des ongles, à partir des gencives.

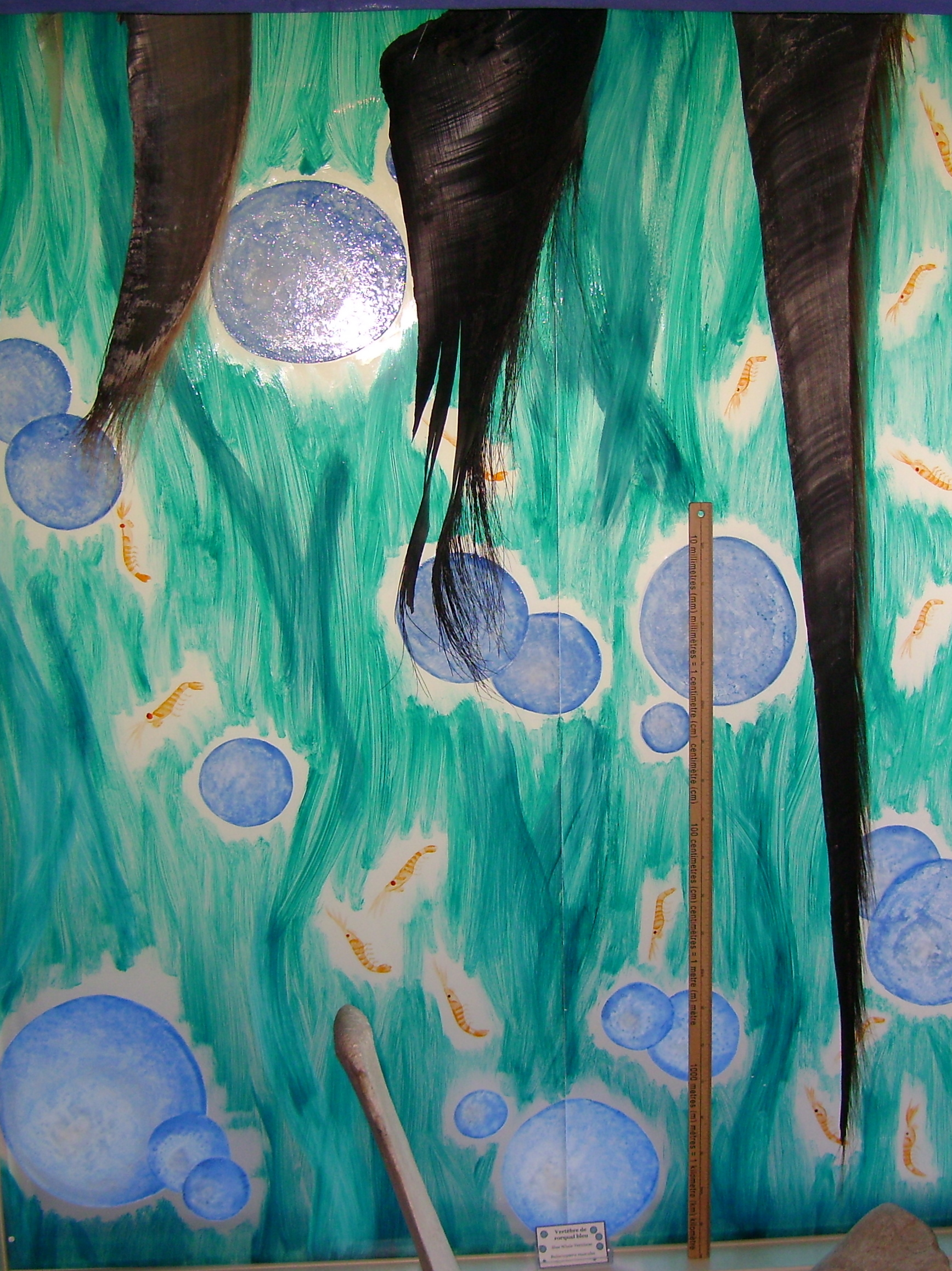
Fanons de (de gauche à droite): petit rorqual (Balaenoptera acutorostrata), rorqual commun (Balaenoptera physalus), rorqual bleu (Balaenoptera musculus) et baleine noire de l'Atlantique Nord (Eubalaena glacialis), exposés à la Station exploratoire du Saint-Laurent, à Rivière-du-Loup, au Québec

Selon l'espèce de mysticète, le diamètre des poils, la largeur, la longueur et la couleur des fanons changeront. Le nombre de fanons à l'intérieur de la gueule varie également selon les espèces.

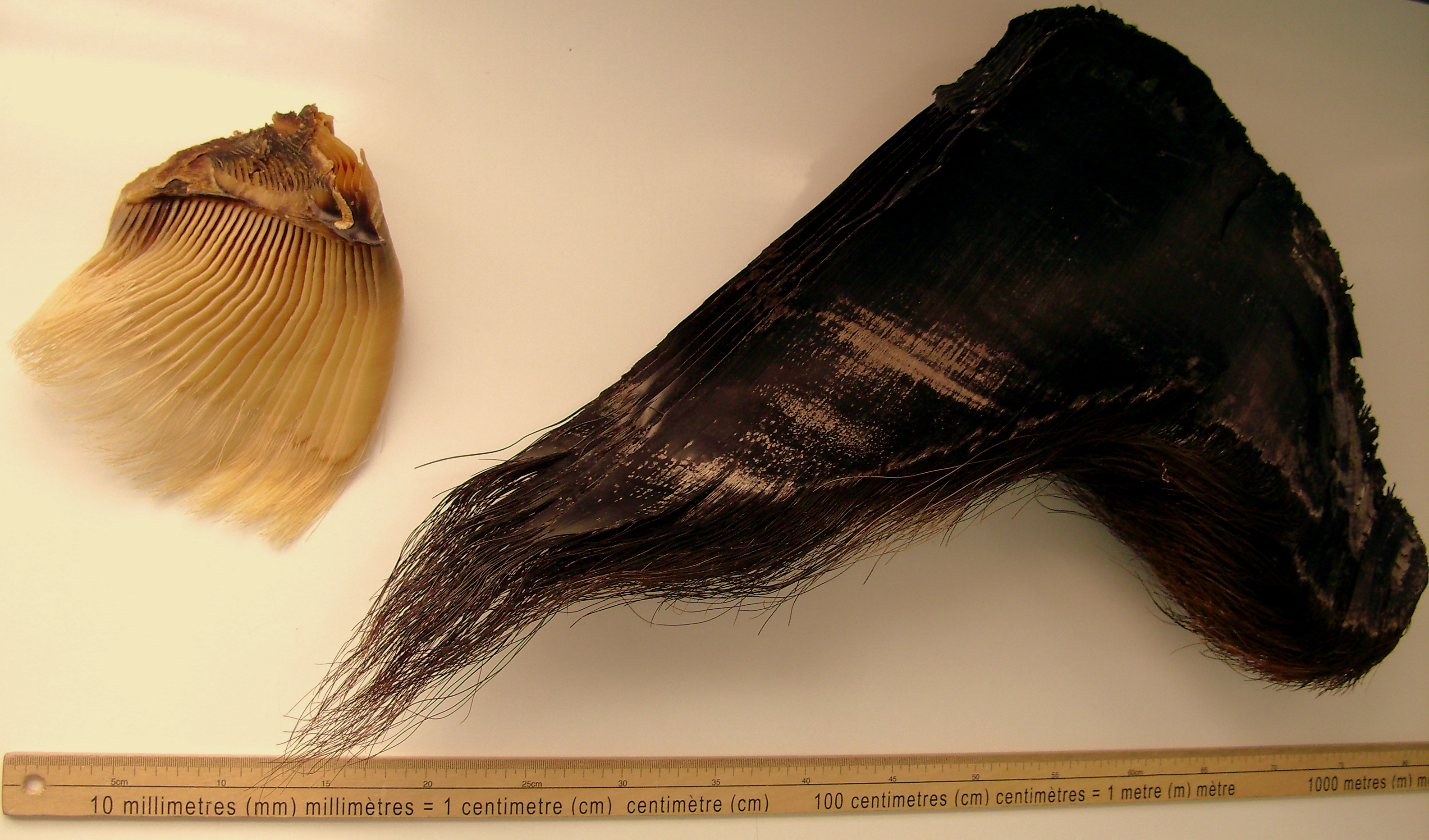
À gauche: fanons de petit rorqual, à droite: fanons de rorqual bleu

## Rôle
Les fanons permettent aux mysticètes de se nourrir de petites proies telles le krill et les copépodes. Ils agissent comme un filtre laissant circuler l'eau mais retenant les éléments nutritifs plus gros, qui se prendront dans les poils. La baleine ouvre la gueule en avançant et emprisonne ainsi de l'eau et des particules (krill mais parfois aussi poissons...), puis elle applique sa langue contre les fanons ce qui laisse s'échapper l'eau et qui retient les éléments solides dont elle se nourrit.
De plus grosses proies comme des poissons pélagiques ou même des oiseaux marins seront retenues par les fanons, mais recrachées si elles sont trop volumineuses pour passer l'œsophage, dont le diamètre est faible chez les mysticètes.

## Évolution
La transition des dents aux fanons se serait faite par étapes.
Les mysticètes, ou baleines à fanons, auraient divergé à partir des odontocètes il y a près de 40 millions d'années. Les résultats d'analyses paléontologiques et moléculaires suggèrent que certains mysticètes primitifs, par exemple les espèces du genre Aetiocetus, avaient à la fois des dents et des fanons. Les deux organes, bien qu'ayant tous deux une origine épidermique, ne sont pas homologues. Peu à peu, les fanons auraient remplacé les dents.
Les mysticètes actuels développent des dents au stade embryonnaire, mais celles-ci sont résorbées avant la naissance. Les gènes codant les protéines nécessaires à la formation des dents sont toujours présents dans l'ADN des mysticètes actuels, sous forme de pseudogènes,.
Les fanons auraient évolué à partir des plis transversaux qui rident la voûte du palais de la plupart des mammifères. Un crâne fossile d'une espèce de baleine découverte mi-2017 semble documenter ce moment de l'histoire évolutive où les baleines ont eu à la fois un organe de filtration et des dents, avant qu'elles ne se spécialisent en tant qu'animaux filtreurs,.

## Utilisation humaine
Avec les fanons de baleines, on fabriquait autrefois l'armature des parapluies et des corsets, notamment. Ce n'est aujourd'hui plus le cas pour des raisons évidentes de protection des baleines, mais également pour des raisons pratiques, le métal et les matériaux synthétiques étant beaucoup plus faciles d'utilisation. Le terme « baleine » a été conservé pour décrire ces parties de l'armature des parapluies, de corsets, ou de soutiens-gorge.

## Sources et références
1. ↑  (en) Felix G. Marx et R. Ewan Fordyce, « Baleen boom and bust: a synthesis of mysticete phylogeny, diversity and disparity », Royal Society Open Science, vol. 2, no 140434,‎ 2015
2. 1 2  (en) Thomas A. Deméré, Michael R. McGowen, Annalisa Berta et John Gatesy, « Morphological and molecular evidence for a stepwise evolutionary transition from teeth to baleen in mysticete whales », Systematic Biology, vol. 57, no 1,‎ 2008, p. 15-37
3. ↑  (en) Robert W. Meredith, John Gatesy, Joyce Cheng et Mark S. Springer, « Pseudogenization of the tooth gene enamelysin (MMP20) in the common ancestor of extant baleen whales », Proceedings of the Royal Society B, vol. 278,‎ 2011, p. 993-1002
4. ↑  Sylvestre 2010, p. 98
5. ↑  Jonathan H. Geisler, Jonathan H. Geisler, Robert W. Boessenecker, Mace Brown, Brian L. Beatty (2017) The Origin of Filter Feeding in Whales, Current Biology, juin 2017 ; DOI: https://dx.doi.org/10.1016/j.cub.2017.06.003
6. ↑  Science mag (2017), Whale ancestor could be the ‘missing link’ between sharp-toothed hunters and filter feeders Jun. 30, 2017
7. ↑  How whales started filtering food from the sea ; A new fossil provides insight into the origin of whales, The Economist, 29 juin 2017

### Ouvrages
- P.-H. Fontaine, Baleines et phoques, biologie et écologie, Éditions MultiMondes, Québec, 2005, 432 p.  (ISBN 2-89544-076-X)
- Jean-Pierre Sylvestre, Les baleines et autres rorquals : biologie, mœurs, mythologie, cohabitation, protection, Paris, Delachaux et Niestlé, coll. « Sentiers du naturaliste », 2010, 192 p. (ISBN 978-2-603-01640-4)